# 1843年6月27日日食
1843年6月27日日食为一次在协调世界时1843年6月27日出現的全環食。該次日食食分為1.0011，食甚維持0分7秒。

## 概述
這次日食的食分是1.0011，全環食維持0分7秒。

## 基本參數
- 類型：全環食
- 食甚資料：
  - 日期：1843年6月27日
  - 時間：19時17分3秒
  - 地點：6N 111W
  - 食分：1.0011
  - 日全環食持續時間：0分7秒

## 外部連結
- NASA日食專頁（页面存档备份，存于）（英文）